# Kriegergedächtnisstätte Weißenburg

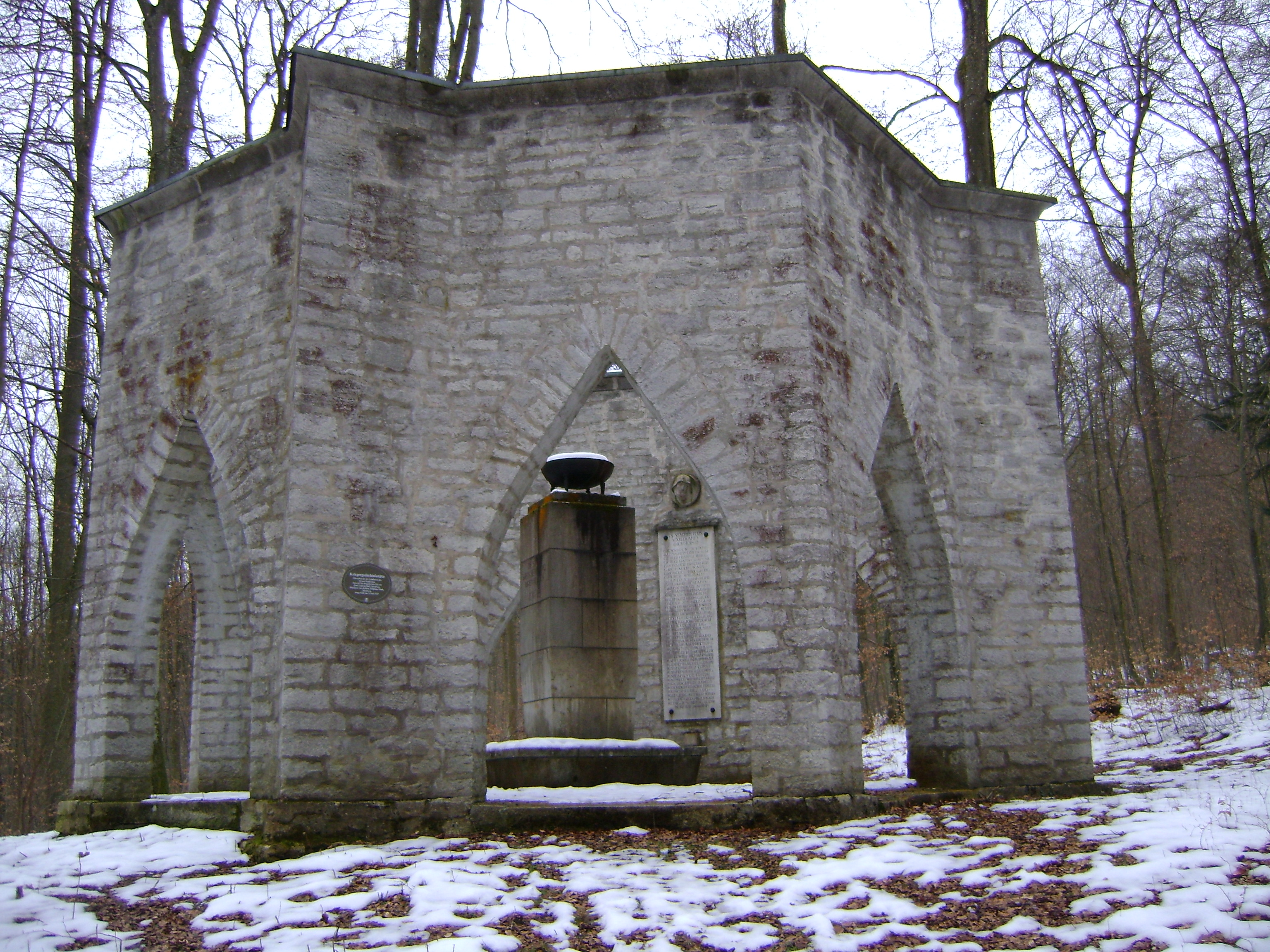
Kriegergedächtnisstätte

Die Kriegergedächtnisstätte ist ein Denkmal nahe Weißenburg in Bayern, der Kreisstadt des mittelfränkischen Landkreises Weißenburg-Gunzenhausen. Es befindet sich im südöstlich der Kernstadt gelegenen Weißenburger Stadtwald auf einer Höhe von  511 Metern über Normalnull auf halber Strecke zwischen dem Römerbrunnen und dem Willibaldsbrunnen. Das Denkmal ist den gefallenen Soldaten des Ersten Weltkrieges, sowie des Deutsch-Französischen Krieges gewidmet und ist unter der Aktennummer D-5-77-177-356 als Baudenkmal in die Bayerische Denkmalliste eingetragen.
Die Kriegergedächtnisstätte ist ein neugotischer, offener Mauerbau über einem achteckigen Grundriss. Er wurde 1923 nach den Plänen von Ludwig Ruff errichtet. Die Einweihung war am 3. Juni 1923.